# Démographie du Yémen
Cet article contient des statistiques sur la démographie du Yémen. La population du Yémen est proche de 32 millions d'habitants en 2022.

## Évolution des principaux indicateurs démographiques[13]
| Période     | Naissances annuelles | Décès annuels | Solde naturel annuel | Taux de natalité (‰) | Taux de mortalité (‰) | Solde naturel (‰) | Indice de fécondité | Taux de mortalité infantile |
| ----------- | -------------------- | ------------- | -------------------- | -------------------- | --------------------- | ----------------- | ------------------- | --------------------------- |
| 1950 – 1955 | 214 000              | 131 000       | 84 000               | 47,6                 | 29,0                  | 18,6              | 7,27                | 215,1                       |
| 1955 – 1960 | 234 000              | 133 000       | 101 000              | 47,8                 | 27,1                  | 20,7              | 7,28                | 204,2                       |
| 1960 – 1965 | 261 000              | 138 000       | 123 000              | 48,6                 | 25,6                  | 22,9              | 7,34                | 194,0                       |
| 1965 – 1970 | 296 000              | 144 000       | 152 000              | 50,3                 | 24,5                  | 25,8              | 7,52                | 184,4                       |
| 1970 – 1975 | 329 000              | 149 000       | 180 000              | 51,2                 | 23,2                  | 28,0              | 7,67                | 174,4                       |
| 1975 – 1980 | 410 000              | 144 000       | 266 000              | 56,0                 | 19,7                  | 36,3              | 8,58                | 143,2                       |
| 1980 – 1985 | 512 000              | 140 000       | 373 000              | 57,9                 | 15,8                  | 42,1              | 9,23                | 113,5                       |
| 1985 – 1990 | 585 000              | 137 000       | 448 000              | 53,9                 | 12,6                  | 41,3              | 8,93                | 94,0                        |
| 1990 – 1995 | 665 000              | 155 000       | 510 000              | 49,1                 | 11,4                  | 37,6              | 8,24                | 86,2                        |
| 1995 – 2000 | 702 000              | 167 000       | 535 000              | 42,7                 | 10,2                  | 32,6              | 6,98                | 78,6                        |
| 2000 – 2005 | 765 000              | 159 000       | 605 000              | 39,9                 | 8,3                   | 31,5              | 6,10                | 64,8                        |
| 2005 – 2010 | 864 000              | 156 000       | 708 000              | 38,6                 | 7,0                   | 31,7              | 5,48                | 53,3                        |

## Natalité
D'après le Yemen Multiple Indicator Cluster Survey (MICS) réalisé en 2022-2023, le taux de fécondité au Yémen est estimé à 4,6 enfants par femme, en augmentation par rapport à 2013.
|               | 2013 | 2023 |
| ------------- | ---- | ---- |
| Milieu urbain | 3,2  | 3,7  |
| Milieu rural  | 5,1  | 5,1  |
| Total         | 4,4  | 4,6  |

Le haut taux de natalité est dû à une scolarisation moindre des filles. Celles-ci sont traditionnellement chargées de chercher l'eau et sont souvent mariées dès la puberté.
La croissance rapide de la population est un facteur aggravant de la grande pénurie d'eau que vit le pays, qui songe sérieusement à déplacer sa capitale près des zones côtières, où sont situées les usines de désalinisation.

## Sources
1. ↑  Indicateurs du World-Factbook publié par la CIA.
2. ↑  Le taux de variation de la population 2018 correspond à la somme du solde naturel 2018 et du solde migratoire 2018 divisée par la population au 1er janvier 2018.
3. ↑  Indicateurs du World-Factbook publié par la CIA.
4. ↑  L'indicateur conjoncturel de fécondité (ICF) pour 2018 est la somme des taux de fécondité par âge observés en 2018. Cet indicateur peut être interprété comme le nombre moyen d'enfants qu'aurait une génération fictive de femmes qui connaîtrait, tout au long de leur vie féconde, les taux de fécondité par âge observés en 2018. Il est exprimé en nombre d’enfants par femme. C’est un indicateur synthétique des taux de fécondité par âge de 2018.
5. ↑  Indicateurs du World-Factbook publié par la CIA.
6. ↑   Le taux de natalité 2018 est le rapport du nombre de naissances vivantes en 2018 à la population totale moyenne de 2018.
7. ↑  Indicateurs du World-Factbook publié par la CIA.
8. ↑   Le taux de mortalité 2018 est le rapport du nombre de décès, au cours de 2018, à la population moyenne de 2018.
9. ↑  Indicateurs du World-Factbook publié par la CIA.
10. ↑  Le taux de mortalité infantile est le rapport entre le nombre d'enfants décédés à moins d'un an et l'ensemble des enfants nés vivants.
11. ↑  L'espérance de vie à la naissance en 2018 est égale à la durée de vie moyenne d'une génération fictive qui connaîtrait tout au long de son existence les conditions de mortalité par âge de 2018. C'est un indicateur synthétique des taux de mortalité par âge de 2018.
12. ↑  L'âge médian est l'âge qui divise la population en deux groupes numériquement égaux, la moitié est plus jeune et l'autre moitié est plus âgée.
13. ↑  World Population Prospects: The 2010 Revision
14. ↑  (en) Yemen DHS, 2013 - Final Report (English) - The DHS Program (Enquête démographique et de santé)
15. ↑  (en) Yemen Multiple Indicator Cluster Survey (MICS) 2022-2023